# Yaovamalaya Narumala
Yaovamalaya Narumala, công chúa của Sawankhalok (tiếng Thái: เยาวมาลย์นฤมล; RTGS: Yaowamannaruemon; 4 tháng 6 năm 1873 - 03 Tháng 7 năm 1909), là công chúa của Xiêm (sau Thái Lan). Cô là thành viên của triều đại Chakri Thái Lan. Cô là con gái của vua Chulalongkorn.
Mẹ cô là Ubolratana Narinaka, công chúa Akaravorarajgalya, con gái của Ladavalya, Hoàng tử Bhumindrabhakdi và mẹ Chin Ladavalya na Ayudhya. Cô được đặt tên đầy đủ của cha cô là Yaovamalaya Narumala Sabasakon Galyani (tiếng Thái: เยาวมาลย์นฤมลสรรพสกนธ์กัลยาณี).
Đối với các nhiệm vụ hoàng gia, cô là một trong những giám đốc điều hành Phó chủ tịch Hiệp hội đỏ Unalom, các tổ chức Majorhumanitarian (sau Hội theThai đỏ Cross), được thành lập bởi Nữ hoàng Savang Vadhana làm quan thầy mẹ. Nữ hoàng Saovabha Phongsri được bổ nhiệm làm chủ tịch đầu tiên, và Plien Phasakoravongs đóng vai thư ký xã hội. Cô từng là Phó Chủ Tịch điều hành với các công chúa khác:
- Queen Sukhumala Marasri
- Suddha Dibyaratana, the Princess Sri Ratanakosindra
- Chandra Saradavara, the Princess of Phichit
- Srivilailaksana, the Princess of Suphan Buri
- Ubolratana Narinaka, the Princess Akaravorarajgalya
- Saisavalibhirom, the Princess Suddhasininat Piyamaharaj Padivaradda
- Chao Chom Manda Kesorn (Rama V)

Ngày 21 Tháng Năm 1905, cô được trao danh hiệu hoàng gia từ cha cô là công chúa của Sawankhalok (tiếng Thái: กรมขุนสวรรคโลกลักษณวดี). Cô đã được đưa ra thứ hạng của Krom Khun, mức thứ tư của Krom đứng.
Công chúa Yaovamalaya Narumala qua đời vào ngày 3 tháng 7 năm 1909, ở tuổi 36.

## Royal decorations
- Dame of The Most Illustrious Order of the Royal House of Chakri
- Dame Cross of the Most Illustrious Order of Chula Chom Klao (First class): received ngày 26 tháng 11 năm 1893

## Ancestry
| Princess Yaovamalaya Narumala, the Princess of Sawankalok | Father: Chulalongkorn, King Rama V of Siam                           | Paternal Grandfather: Mongkut, King Rama IV of Siam                | Paternal Great-grandfather: Buddha Loetla Nabhalai, King Rama II of Siam |
| Princess Yaovamalaya Narumala, the Princess of Sawankalok | Father: Chulalongkorn, King Rama V of Siam                           | Paternal Grandfather: Mongkut, King Rama IV of Siam                | Paternal Great-grandmother: Queen Sri Suriyendra                         |
| Princess Yaovamalaya Narumala, the Princess of Sawankalok | Father: Chulalongkorn, King Rama V of Siam                           | Paternal Grandmother: Queen Debsirindra                            | Paternal Great-grandfather: Prince Sirivongse, the Prince Matayabidaksa  |
| Princess Yaovamalaya Narumala, the Princess of Sawankalok | Father: Chulalongkorn, King Rama V of Siam                           | Paternal Grandmother: Queen Debsirindra                            | Paternal Great-grandmother: Mom Noi Sirivongs na Ayudhya                 |
| Princess Yaovamalaya Narumala, the Princess of Sawankalok | Mother: Princess Ubolratana Narinaka, the Princess Akaravorarajgalya | Maternal Grandfather: Prince Ladavalya, the Prince Bhumindrabhakdi | Maternal Great-grandfather: Nangklao, King Rama III of Siam              |
| Princess Yaovamalaya Narumala, the Princess of Sawankalok | Mother: Princess Ubolratana Narinaka, the Princess Akaravorarajgalya | Maternal Grandfather: Prince Ladavalya, the Prince Bhumindrabhakdi | Maternal Great-grandmother: Chao Chom Manda Emnoi                        |
| Princess Yaovamalaya Narumala, the Princess of Sawankalok | Mother: Princess Ubolratana Narinaka, the Princess Akaravorarajgalya | Maternal Grandmother: Mom Chin Ladavalya na Ayudhya                | Maternal Great-grandfather: unknown                                      |
| Princess Yaovamalaya Narumala, the Princess of Sawankalok | Mother: Princess Ubolratana Narinaka, the Princess Akaravorarajgalya | Maternal Grandmother: Mom Chin Ladavalya na Ayudhya                | Maternal Great-grandmother: unknown                                      |